# Brusque
Brusque város Brazíliában, Santa Catarina államban. Lakosainak száma 141 385 fő (2022). Brusque Botuverá, Camboriú, Canelinha, Gáspár, Guabiruba, Itajaí és Nova Trento községekkel határos.
A város eredetileg Colônia Itajahy néven volt ismert, de 1890. január 17-én Brusque-ra keresztelték át, Francisco Carlos de Araújo Brusque, Santa Catarina tartomány egykori elnökének tiszteletére.

## Népesség
A település népességének változása:
| Lakosok száma | 76 058 | 105 503 | 131 703 | 137 689 | 140 597 | 141 385 |
|               | 2000   | 2010    | 2018    | 2020    | 2021    | 2022    |